# Streptococcus pneumoniae
Lo Streptococcus pneumoniae, anche detto pneumococco e un tempo noto come Diplococcus pneumoniae o Diplococcus lanceolatus o bacillo di Fraenkel, è un batterio gram-positivo appartenente al genere Streptococcus ed è il principale responsabile della polmonite negli adulti.
All'esame microscopico si presenta costituito da due cocchi che si uniscono ad un'estremità creando una caratteristica forma a "fiamma".
Le specie patogene sono dotate di capsula gelatinosa polisaccaridica. Lo pneumococco è il maggiore responsabile delle polmoniti contratte in comunità. La polmonite cui dà luogo è definita polmonite lobare perché interessa in genere soltanto un lobo polmonare.
Può anche dare luogo a malattie non invasive (otite media acuta e congiuntivite, sinusite) così come a patologie invasive (bronchite, meningite, artrite, osteomielite, endocardite e peritonite), anche se va detto che la virulenza di questo batterio è minima ed è un batterio patogeno principalmente nei soggetti immunodepressi. Può dare infezioni negli anziani e nei bambini, nei soggetti sottoposti ad oncochemioterapia, nei soggetti sottoposti a terapia con corticosteroidi.
È dotato di polisaccaride C (a cui è reattiva la proteina C-reattiva), ma non di antigene di Lancefield come altri Streptococchi. È alfa-emolitico in aerobiosi, beta-emolitico in anaerobiosi. È colturalmente molto esigente, come tutti gli streptococchi manca di catalasi, quindi ha bisogno degli enzimi che degradano le specie ossidanti dell'ossigeno contenuti nell'agar sangue.
Il terreno di coltivazione dev'essere dunque un agar sangue addizionato con proteine della soia o con cuore e cervello di bue, con un contenuto di glucosio limitato perché, essendo un batterio fermentante, trasforma il glucosio in acido lattico e ciò può causare un abbassamento del pH in grado di arrestare la crescita. È un batterio autolitico, quando invecchia va naturalmente in lisi, per questo motivo le sue colonie sono piatte o leggermente concave, dal momento che la porzione centrale è quella più vecchia. Questa caratteristica è utilizzata per la diagnosi: anche una goccia di taurocolato o glicocolato di sodio (sali biliari) possono causare la lisi completa della colonia. Un'altra prova è quella fatta con l'optochina (etil-idrocupreina) a cui questo streptococco, a differenza degli altri, è sensibile.
La terapia delle infezioni penumococciche si avvale dell'associazione Amoxicillina-acido clavulanico e cefalosporine di terza generazione, anche se stanno emergendo ceppi resistenti alle penicilline per modifiche delle proteine che le legano (PBP). La prevenzione, invece, avviene attraverso l'utilizzo del vaccino.
Gli pneumococchi di solito raggiungono i polmoni per via inalatoria o per aspirazione. Si localizzano nei bronchioli, proliferano e danno origine a un processo infiammatorio che inizia negli spazi alveolari con l'essudazione di un liquido ricco di proteine. I fluidi agiscono come terreno di coltura per i batteri e facilitano la disseminazione agli alveoli vicini, causando tipicamente una polmonite lobare.

## Gli esperimenti di Griffith
Tale batterio fu utilizzato per i suoi esperimenti di genetica molecolare dal biologo inglese Frederick Griffith nei primi anni del Novecento (precisamente nel 1928). Grazie agli importanti risultati raggiunti da questi esperimenti, la comunità scientifica riconobbe nel 1944 che il DNA è il "fattore modificante" individuato da Griffith stesso nel corso degli esperimenti. Tale risultato, che verrà definitivamente accettato solamente dopo ulteriori verifiche sperimentali quali quelle condotte da Alfred Hershey e Martha Chase nel 1952, fecero sì che l'idea che la trasmissione dei caratteri genetici fosse dovuta alle proteine tramontasse.
Gli esperimenti di Griffith riguardavano due varianti di Diplococcus pneumoniae. La prima variante (IIIS o "Smooth") presenta le due cellule batteriche circondate da una capsula di polisaccaridi ("ceppo capsulato") ed è patogena per l'uomo. La seconda variante (IIR o "Rough") non presenta alcuna capsula e non è patogena.
Griffith compì i suoi esperimenti su alcune cavie da laboratorio. Iniettando il ceppo patogeno, i topi contraevano il morbo e morivano poco dopo. Il decesso non avveniva, invece, quando nei corpi degli animali veniva iniettato il ceppo non patogeno. Il topo non contraeva il morbo nemmeno quando veniva iniettata la variante patogena precedentemente trattata (e quindi uccisa) ad elevata temperatura. Tuttavia, quando veniva iniettato il ceppo patogeno trattato con calore (per uccidere i batteri) insieme a quello non patogeno, i topi, in alcuni casi, contraevano comunque il morbo.
Le ipotesi che si presentarono nella mente di Griffith furono due: la prima, quella di una "resurrezione" del ceppo patogeno, apparve subito altamente improbabile; la seconda, quella che prevedeva la presenza di un "fattore modificante", fu invece abbracciata. Studi successivi ed anni di ricerche porteranno a stabilire che questo "fattore modificante" altro non è che il DNA.

## Vaccino
Il vaccino protegge il soggetto per almeno 9 anni dalla somministrazione e sono disponibili due tipi:
- Il vaccino "coniugato" (legato cioè ad una proteina per aumentarne l'efficacia) eptavalente - protettivo nei confronti di 7 sottotipi, responsabili della quasi totalità dei casi di meningite e sepsi da pneumococco. È il vaccino più indicato nell'infanzia.
- Il vaccino 23-valente - protettivo nei confronti di 23 sierotipi responsabili del 90% dei casi di polmonite, utilizzabile solo per adulti e bambini di oltre 2 anni d'età.

Il vaccino è raccomandato in tutti i soggetti a rischio:
- Pazienti affetti da: malattie broncopolmonari croniche, cardiopatie importanti, disturbi delle difese immunitarie, neoplasie, anemie congenite, malattie che richiedano terapie a lungo termine con acido acetilsalicilico o con farmaci che abbassano le difese immunitarie, assenza di milza, diabete, malattie renali croniche.
- Soggetti soprattutto anziani che frequentano comunità assistenziali riabilitative.
- Bambini che frequentano una collettività infantile (asilo nido, scuola materna, spazio gioco).

In gran parte delle regioni italiane il vaccino viene somministrato gratuitamente dalle ASL su richiesta del genitore, oppure viene somministrato in regime di copayment (cioè con partecipazione alla spesa da parte del genitore).